# Port morski Przytór
Port morski Przytór – mały port morski nad kanałem Wielka Struga, na wyspie Wolin, położony w woj. zachodniopomorskim, w gminie miejskiej Świnoujście, w części Przytór. 
Znajduje się w południowo-zachodniej części wyspy Wolin, na kanale łączącym Starą Świnę i jezioro Wicko Wielkie.
W granicach administracyjnych portu znajduje się akwatorium o powierzchni 5600 m². W 2002 r. port miał nabrzeże Postojowe o długości 63,30 m.
Administratorem portu jest Urząd Morski w Szczecinie. Port nie posiada bosmanatu.
Dyrektor urzędu morskiego nie określił infrastruktury zapewniającej dostęp do tego portu.
W 1966 r. ustalone zostały granice portu morskiego w Przytorze przez Ministra Żeglugi.
W 2005 r. władze Świnoujścia ujęły obszar lądowy portu morskiego jako teren obiektów i urządzeń usług w zakresie turystyki i wypoczynku. Dopuszczono lokalizację obiektów i urządzeń obsługi małych jednostek pływających (przystań wodna) oraz zmianę przebiegu linii brzegu.